# Phablet
En phablet (/ˈfæblɪt/) er en klasse af smartphone, som har en skærm på mellem 5,0 og 6,9 engelsk tomme
hvis hensigt er at kombinere og brobygge funktionalitet mellem en smartphone og en tavlecomputer og på en sådan måde, at man kan erstatte behovet af to enheder.
Ved begyndelsen af 2013 beskrev The Wall Street Journal en phablet som en hybrid mellem en smartphone og tavlecomputer med en skærm på mellem 5 og 7 engelske tommer.
Termen phablet er en sammentrækning af de engelske ord phone og tablet (tavlecomputer)
og det blev alment accepteret omkring 2008.

## Historie
Ved at spore de 10 tidligste enheder i phablet-konceptets historie, benævnte PC Magazine AT&T EO 440 (1993) som "the first true phablet" (verdens første ægte phablet).
Her følger en liste af de ti første phablets:
- 1993 AT & EO 440
- 2007 HTC Advantage (5,0 engelsk tomme skærmstørrelse)
- 2007 Nokia N810WiMAX Edition (4,13 engelsk tomme skærmstørrelse)
- 2009 Verizon Hub
- 2010 LG GW990 (4,8 engelsk tomme skærmstørrelse)
- 2010 Dell Streak (5,0 engelsk tomme skærmstørrelse)
- 2011 Dell Streak 7 (7,0 engelsk tomme skærmstørrelse)
- 2011 Acer Iconia Smart (4,8 engelsk tomme skærmstørrelse)
- 2011 Samsung Galaxy Player 5 (5,0 engelsk tomme skærmstørrelse)
- 2011 Pantech Pocket
- 2011 Samsung Galaxy Note (5,3 engelsk tomme skærmstørrelse)